# Viktor Ponedelnik
Viktor Vladimirovitch Ponedelnik (en russe : Виктор Владимирович Понедельник), né le 22 mai 1937 à Rostov-sur-le-Don et mort le 5 décembre 2020 à Moscou, est un footballeur soviétique. Il est considéré comme un des meilleurs attaquants soviétiques de tous les temps.

## Biographie
Viktor Ponedelnik commence sa carrière dans le club local du Rostselmash, en 1956. En 1958, il est recruté par le SKA Rostov, puis le 19 mai 1960, il est sélectionné pour la première fois en équipe nationale contre la Pologne (victoire 7 à 1). Sa dernière sélection a lieu le 23 octobre 1966 contre la R.D.A (match nul 2 à 2).
Lors de l'Euro 1960, il donne la victoire à son pays en marquant dans le temps additionnel, face à la Yougoslavie.
En 1966, Ponedelnik met un terme à sa carrière de joueur, après avoir gagné du poids et subi une opération de l'appendicite.
Après sa carrière de joueur, il passe un an à la tête de son club de cœur, Rostselmash en 1969. Il est plus tard journaliste sportif et notamment rédacteur en chef de l'hebdomadaire sportif national Football-Hockey (en) entre 1984 et 1990.
Viktor Ponedelnik meurt le 5 décembre 2020, à l'âge de 83 ans après une longue maladie. Il était le dernier survivant de l'équipe soviétique victorieuse du Championnat d'Europe de 1960. Le 19 février 2021, le gouverneur de l'oblast de Rostov annonce en son honneur le renommage de l'Olimp-2, stade historique de Rostov, qui devient l'Olimp Viktor Ponedelnik.

## Statistiques
| Saison                | Club                  | Championnat           | Championnat | Championnat | Coupe(s) nationale(s) | Coupe(s) nationale(s) | Union soviétique | Union soviétique | Total | Total |
| Saison                | Club                  | Division              | M.          | B.          | M.                    | B.                    | M.               | B.               | M.    | B.    |
| 1956                  | Torpedo Rostov        | D2                    | 5           | 3           | -                     | -                     | -                | -                | 5     | 3     |
| 1957                  | Torpedo Rostov        | D2                    | 28          | 15          | 2                     | 1                     | -                | -                | 30    | 16    |
| 1958                  | Rostselmach Rostov    | D2                    | 17          | 13          | -                     | -                     | -                | -                | 17    | 13    |
| Sous-total            | Sous-total            | Sous-total            | 50          | 31          | 2                     | 1                     | -                | -                | 52    | 32    |
| 1959                  | SKA Rostov            | D1                    | 22          | 9           | -                     | -                     | -                | -                | 22    | 9     |
| 1960                  | SKA Rostov            | D1                    | 23          | 8           | 1                     | 0                     | 5                | 7                | 29    | 15    |
| 1961                  | SKA Rostov            | D1                    | 18          | 5           | 3                     | 1                     | 7                | 5                | 28    | 11    |
| 1962                  | SKA Rostov            | D1                    | 21          | 8           | 2                     | 1                     | 7                | 3                | 30    | 12    |
| 1963                  | SKA Rostov            | D1                    | 35          | 13          | -                     | -                     | 3                | 1                | 38    | 14    |
| 1964                  | SKA Rostov            | D1                    | 28          | 10          | -                     | -                     | 5                | 3                | 33    | 13    |
| 1965                  | SKA Rostov            | D1                    | 9           | 1           | 1                     | 0                     | 2                | 1                | 12    | 2     |
| Sous-total            | Sous-total            | Sous-total            | 156         | 54          | 7                     | 2                     | 29               | 20               | 192   | 76    |
| Total sur la carrière | Total sur la carrière | Total sur la carrière | 206         | 85          | 9                     | 3                     | 29               | 20               | 244   | 108   |

## Palmarès
En sélection
- Vainqueur du Championnat d'Europe : 1960 (Union soviétique).
- Vice-champion d'Europe : 1964 (Union soviétique).
- International soviétique (29 sél., 20 buts) entre 1960 et 1966, dont 4 matchs en Coupe du monde pour 2 buts.

## Distinctions personnelles
- Élu meilleur attaquant d'U.R.S.S. en : 1960, 1961, 1962 et 1963.
- Honored Master of Sports en 2009.
- Cavalier de l’Ordre de la Ruby League du Mérite en 2009.
- Ordre pour services rendues à l’Oblast de Rostov en 2013[6].